# 东方黄花稔
东方黄花稔（学名：Sida orientalis）为锦葵科黄花稔属下的一个种。其种加词“orientalis”意为“东方的”。
现接受名为刺黄花棯（Sida spinosa L., 1753）。